# Награды Иркутской области
Награды Иркутской области — награды субъекта Российской Федерации. Учреждены согласно Закону Иркутской области от 24 декабря 2010 года № 141-ОЗ «О наградах Иркутской области и почётных званиях Иркутской области», а также другим законодательным актам о наградах Иркутской области.
Награды и почётные звания Иркутской области учреждены в целях морального стимулирования (награждения) людей и коллективов за выдающиеся заслуги, получившие широкое общественное признание, способствующие развитию и повышению авторитета Иркутской области, росту благосостояния её населения.
Награждение наградами Иркутской области является одним из важнейших стимулов поощрения за заслуги перед областью в государственном строительстве, экономике, науке, культуре, искусстве, воспитании, просвещении, охране здоровья, жизни и прав граждан, благотворительной деятельности и иные заслуги и достижения, получившие широкое общественное признание.

## Виды наград Иркутской области

### Высшая награда
| Изображение награды                 | Наименование награды                                   | Дата учреждения      | Правила награждения | Источник |
| ----------------------------------- | ------------------------------------------------------ | -------------------- | --- | --- |
| Нагрудный знак Почётного гражданина | Почётное звание «Почётный гражданин Иркутской области» | 24 декабря 2010 года | Почётное звание «Почётный гражданин Иркутской области» является высшим признанием заслуг гражданина перед Иркутской областью и присваивается за особо выдающиеся заслуги в сфере общественной и государственной деятельности, в сфере деятельности по защите прав человека, за деятельность, способствующую всестороннему развитию Иркутской области и повышению её авторитета в Российской Федерации и за рубежом. Почётное звание по представлению Общественного совета по наградам присваивается ежегодно не более чем трём гражданам из числа представленных к награждению. Гражданину, удостоенному почётного звания, выплачивается единовременное денежное поощрение. При присвоении почётного звания гражданам, работающим в территориальных органах федеральных органов исполнительной власти, иных федеральных государственных органах, федеральных государственных учреждениях, а также гражданам, проходящим военную службу, единовременное денежное поощрение выплачивается при условии согласия на его выплату со стороны руководителя соответствующей организации (органа). Нагрудный знак к почётному званию носится на правой стороне груди и располагается ниже государственных наград Российской Федерации и СССР. | Закон Иркутской области от 24 декабря 2010 года № 141-ОЗ «О наградах Иркутской области и почётных званиях Иркутской области» |

### Знаки отличия
| Изображение награды | Наименование награды                               | Дата учреждения      | Правила награждения | Источник |
| ------------------- | -------------------------------------------------- | -------------------- | --- | --- |
|                     | Знак отличия «За заслуги перед Иркутской областью» | 24 декабря 2010 года | Знаком отличия «За заслуги перед Иркутской областью» награждаются граждане за деятельность, направленную на обеспечение благополучия Иркутской области и роста благосостояния её населения, высокие достижения в сфере развития экономики, производства, науки, техники, культуры, искусства, воспитания и образования, здравоохранения, охраны окружающей среды и обеспечения экологической безопасности, законности, правопорядка и общественной безопасности, благотворительной и иной деятельности во благо Иркутской области и её населения. Знаком отличия по представлению Общественного совета по наградам награждаются ежегодно не более пяти граждан из числа представленных к награждению. Гражданину, удостоенному знака отличия, выплачивается единовременное денежное поощрение. Знак отличия носится на левой стороне груди и располагается ниже государственных наград Российской Федерации и СССР. | Закон Иркутской области от 24 декабря 2010 года № 141-ОЗ «О наградах Иркутской области и почётных званиях Иркутской области» |
|                     | Знак отличия «За честь и мужество»                 | 24 декабря 2010 года | Знаком отличия «За честь и мужество» награждаются военнослужащие, сотрудники органов Министерства внутренних дел Российской Федерации, Министерства Российской Федерации по делам гражданской обороны, чрезвычайным ситуациям и ликвидации последствий стихийных бедствий, войск национальной гвардии Российской Федерации и другие граждане за личное мужество и отвагу, проявленные при ликвидации чрезвычайных ситуаций и спасении людей на территории Иркутской области. Знак отличия «За честь и мужество» носится на левой стороне груди и располагается ниже государственных наград Российской Федерации и Союза Советских Социалистических Республик. Описание знака отличия «За честь и мужество» и удостоверения к нему утверждается Губернатором Иркутской области. | Закон Иркутской области от 24 декабря 2010 года № 141-ОЗ «О наградах Иркутской области и почётных званиях Иркутской области» |
|                     | Знак отличия «За великодушие и добро»              | 24 декабря 2010 года | Знаком отличия «За великодушие и добро» награждаются граждане: - за активную общественную деятельность, направленную на формирование культуры благотворительности, меценатства, добровольчества (волонтёрства); - за оказание безвозмездной помощи инвалидам, гражданам, находящимся в трудной жизненной ситуации, наркозависимым, гражданам, отбывающим наказание в местах лишения свободы или заключенным под стражу; - за создание приютов, центров социальной адаптации, благотворительных фондов; - за поддержку детских домов, домов престарелых, хосписов, пропаганду безвозмездного донорства крови и её компонентов. Знак отличия «За великодушие и добро» носится на левой стороне груди и располагается ниже государственных наград Российской Федерации и Союза Советских Социалистических Республик.                                                                                                   | Закон Иркутской области от 24 декабря 2010 года № 141-ОЗ «О наградах Иркутской области и почётных званиях Иркутской области» |

### Почётные знаки
| Изображение награды | Наименование награды                               | Дата учреждения      | Правила награждения | Источник |
| ------------------- | -------------------------------------------------- | -------------------- | --- | --- |
|                     | Почётный знак Юрия Абрамовича Ножикова «Признание» | 24 декабря 2010 года | Почётным знаком имени Юрия Абрамовича Ножикова «Признание» награждаются граждане, осуществляющие социально значимую общественную деятельность в Иркутской области, способствующие становлению гражданского общества, за особо выдающиеся заслуги в деле развития экономики, производства, науки, техники, культуры, искусства, образования, здравоохранения, физической культуры и спорта, охраны окружающей среды. Почётным знаком награждаются ежегодно не более двух граждан из числа представленных к награждению. Гражданину, награждённому Почётным знаком, выплачивается единовременное денежное поощрение. Гражданину, награждённому Почётным знаком, вручаются также его лацканный вариант (фрачный значок) и удостоверение к Почётному знаку Юрия Абрамовича Ножикова «Признание». Почётный знак или его лацканный вариант носится на левой стороне груди и располагается ниже государственных наград Российской Федерации и СССР. | Закон Иркутской области от 24 декабря 2010 года № 141-ОЗ «О наградах Иркутской области и почётных званиях Иркутской области»        |
|                     | Почётный знак «Материнская слава»                  | 19 декабря 2013 года | Почётным знаком «Материнская слава» награждаются женщины, постоянно или преимущественно проживающие на территории Иркутской области не менее 5 лет, родившие и (или) достойно воспитывающие (воспитавшие) 4 и более детей, при достижении четвертым ребёнком возраста 8 лет и при наличии в живых остальных детей. При награждении Почётным знаком учитываются также ребёнок (дети): - усыновленные (удочеренные) в установленном законодательством порядке; - находящиеся под опекой или попечительством многодетной матери не менее 5 лет; - погибшие или пропавшие без вести при защите СССР или Российской Федерации либо при исполнении иных обязанностей военной службы и охраны правопорядка, погибшие при спасении человеческой жизни, в результате стихийных бедствий, террористических актов и техногенных катастроф, а также умершие вследствие ранения, контузии, увечья или заболевания, полученных при вышеуказанных обстоятельствах, либо вследствие трудового увечья или профессионального заболевания. Повторное награждение Почётным знаком не производится. Многодетной матери, награждаемой Почётным знаком, одновременно выдается удостоверение к Почётному знаку. Финансовое обеспечение расходов, связанных с изготовлением и вручением Почётных знаков, удостоверений к ним, а также с предоставлением единовременной выплаты, осуществляется в пределах средств областного бюджета, предусмотренных министерству социального развития, опеки и попечительства Иркутской области на соответствующий финансовый год и плановый период. | Указ Губернатора Иркутской области от 19 декабря 2013 года № 479-уг «Об утверждении Положения о Почётном знаке „Материнская слава“» |

### Почётные звания
| Изображение награды                         | Наименование награды              | Дата учреждения      | Правила награждения | Источник |
| ------------------------------------------- | --------------------------------- | -------------------- | --- | --- |
| Образцы нагрудных знаков к Почётным званиям | Почётные звания Иркутской области | 24 декабря 2010 года | Почётные звания Иркутской области учреждены для поощрения граждан за заслуги и большой личный вклад в социально-экономическое и культурное развитие Иркутской области, высокое профессиональное мастерство и добросовестный труд, способствующие развитию области. Почётные звания присваиваются лицам, внёсшим значительный вклад в сфере своей профессиональной деятельности. В настоящее время (2022 год) учреждены следующие Почётные звания: - Заслуженный геолог Иркутской области; - Заслуженный предприниматель Иркутской области; - Заслуженный изобретатель Иркутской области; - Заслуженный работник дорожного хозяйства Иркутской области; - Заслуженный работник жилищно-коммунального хозяйства Иркутской области; - Заслуженный работник здравоохранения Иркутской области; - Заслуженный работник культуры и искусства Иркутской области; - Заслуженный работник лесного хозяйства Иркутской области; - Заслуженный работник науки и высшей школы Иркутской области; - Заслуженный работник образования Иркутской области; - Заслуженный работник промышленности Иркутской области; - Заслуженный работник связи Иркутской области; - Заслуженный работник сельского хозяйства Иркутской области; - Заслуженный работник социальной защиты населения Иркутской области; - Заслуженный работник торговли и сферы услуг Иркутской области; - Заслуженный работник транспорта Иркутской области; - Заслуженный работник физической культуры и спорта Иркутской области; - Заслуженный рационализатор Иркутской области; - Заслуженный строитель Иркутской области; - Заслуженный финансист Иркутской области; - Заслуженный эколог Иркутской области; - Заслуженный энергетик Иркутской области; - Заслуженный юрист Иркутской области; - Заслуженный донор Иркутской области. Удостоенным Почётных званий вручается соответствующий нагрудный знак, удостоверение к нему, выплачивается единовременное денежное вознаграждение. | Закон Иркутской области от 24 декабря 2010 года № 141-ОЗ «О наградах Иркутской области и почётных званиях Иркутской области» |

### Звания
| Изображение награды                                       | Наименование награды                     | Дата учреждения   | Правила награждения | Источник                                                                                       |
| --------------------------------------------------------- | ---------------------------------------- | ----------------- | --- | ---------------------------------------------------------------------------------------------- |
| Нагрудный знак к званию «Ветеран труда Иркутской области» | Звание «Ветеран труда Иркутской области» | 13 июля 2018 года | Звание «Ветеран труда Иркутской области» является формой поощрения граждан за многолетний добросовестный труд на благо Иркутской области. Звание присваивается гражданам Российской Федерации, проживающим на территории Иркутской области, при соблюдении следующих условий: - стаж работы (службы) в календарном исчислении не менее 40 лет для мужчин и 35 лет для женщин, из которого стаж работы (службы) на территории Иркутской области в календарном исчислении составляет не менее 20 лет для мужчин и 17,5 года для женщин; - стаж работы (службы) при досрочном назначении трудовой пенсии по старости в соответствии со статьями 27, 28 Федерального закона от 17 декабря 2001 года № 173-ФЗ «О трудовых пенсиях в Российской Федерации» либо досрочном назначении страховой пенсии по старости в соответствии со статьями 30, 32 Федерального закона от 28 декабря 2013 года № 400-ФЗ «О страховых пенсиях» в календарном исчислении не менее 35 лет для мужчин и 30 лет для женщин, из которого стаж работы (службы) на территории Иркутской области в календарном исчислении составляет не менее 17,5 года для мужчин и 15 лет для женщин; - наличие наград, почётных званий и поощрений в соответствии с перечнем, установленным приложением к Закону о звании. Звание «Ветеран труда Иркутской области» присваивается по заявлению лиц, претендующих на его присвоение. Лицу, которому присвоено звание, учреждением вручается нагрудный знак к званию «Ветеран труда Иркутской области» и выдаётся удостоверение «Ветеран труда Иркутской области» не позднее 14 календарных дней со дня принятия решения о присвоении звания. | Закон Иркутской области от 13 июля 2018 года № 72-ОЗ «О ветеранах труда Иркутской области» --- |

### Грамоты и благодарности
| Изображение награды               | Наименование награды                                         | Дата учреждения      | Правила награждения | Источник |
| --------------------------------- | ------------------------------------------------------------ | -------------------- | --- | --- |
|                                   | Благодарность Губернатора Иркутской области                  | 24 декабря 2010 года | Благодарность Губернатора Иркутской области объявляется гражданам за безупречную работу (службу), достижения в общественной сфере деятельности, в труде во благо Иркутской области. Описание Благодарности Губернатора Иркутской области утверждается Губернатором Иркутской области. | Закон Иркутской области от 24 декабря 2010 года № 141-ОЗ «О наградах Иркутской области и почётных званиях Иркутской области» |
|                                   | Почётная грамота Губернатора Иркутской области               | 24 декабря 2010 года | Почётной грамотой Губернатора Иркутской области награждаются граждане: - за многолетний труд и высокий профессионализм; - за заслуги в развитии производства, науки, техники, культуры и спорта, здравоохранения, по укреплению законности и правопорядка, защите прав и законных интересов граждан; - за достижения в научно-исследовательской, социально-культурной, общественной, благотворительной и иной сфере деятельности; - за успешное решение вопросов, социально значимых для жителей Иркутской области; - за предотвращение и ликвидацию последствий чрезвычайных ситуаций на территории Иркутской области; - за заслуги в области защиты населения и территорий от чрезвычайных ситуаций природного и техногенного характера, подготовку населения к действиям в условиях чрезвычайных ситуаций. Гражданину, награждённому Почётной грамотой, выплачивается единовременное денежное поощрение. | Закон Иркутской области от 24 декабря 2010 года № 141-ОЗ «О наградах Иркутской области и почётных званиях Иркутской области» |
| Нагрудный знак к почётной грамоте | Почётная грамота Законодательного Собрания Иркутской области | 24 декабря 2010 года | Почётной грамотой Законодательного Собрания Иркутской области награждаются граждане за существенный вклад в развитие законодательства Иркутской области, развитие парламентаризма и укрепление межпарламентских связей в Иркутской области, существенный вклад в обеспечение прав и свобод жителей Иркутской области, инициативу и успехи в развитии местного самоуправления в Иркутской области, достижения в сфере охраны общественной безопасности и правопорядка на территории Иркутской области, значительные успехи в организации предпринимательской деятельности в Иркутской области, достижения в организации благотворительной и попечительской деятельности в Иркутской области, значительный вклад в развитие экономики, производства, искусства, культуры, образования, науки, техники, здравоохранения, физической культуры и спорта, социального развития, охраны окружающей среды в Иркутской области, успехи в решении вопросов социально-экономического развития Иркутской области, активную общественно-политическую деятельность в Иркутской области. Гражданину, награждённому Почётной грамотой, вручаются нагрудный знак к Почётной грамоте и его лацканный вариант (фрачный значок), а также выплачивается единовременное денежное поощрение. Нагрудный знак к Почётной грамоте или его лацканный вариант носится на правой стороне груди и располагается ниже государственных наград Российской Федерации и СССР. | Закон Иркутской области от 24 декабря 2010 года № 141-ОЗ «О наградах Иркутской области и почётных званиях Иркутской области» |

### Юбилейные медали и знаки
| Изображение награды | Наименование награды                                                            | Дата учреждения     | Правила награждения | Источник |
| ------------------- | ------------------------------------------------------------------------------- | ------------------- | --- | --- |
|                     | Знак общественного поощрения «75 лет Иркутской области»                         | 17 мая 2012 года    | Знак является мерой поощрения, применяемой от имени Губернатора Иркутской области. Поощрение знаком производится однократно. Знаком поощряются граждане: - за социально значимую общественную деятельность в Иркутской области, способствующую становлению гражданского общества; - за высокие результаты в развитии экономики, производства, науки, техники, культуры, искусства, образования, здравоохранения, спорта, охраны окружающей среды, законности, правопорядка и общественной безопасности Иркутской области; - за благотворительную и иную деятельность, способствующую всестороннему развитию Иркутской области, повышению её авторитета в Российской Федерации и за рубежом. Поощрение знаком производится на основе следующих принципов: - равенства условий поощрения знаком и единства требований для всех кандидатов; - запрета какой-либо дискриминации граждан в зависимости от пола, расы, национальности, языка, происхождения, имущественного и должностного положения, образования, отношения к религии, убеждений, принадлежности к общественным объединениям, факта рождения в Иркутской области или проживания на ее территории, иных обстоятельств; - гласности. Поощрение знаком производится на основании представления о поощрении знаком, утверждённого Губернатором Иркутской области, либо непосредственно на основании поручения Губернатора Иркутской области. | Указ Губернатора Иркутской области от 17 мая 2012 года № 113-уг «Об утверждении положения о знаке общественного поощрения „75 лет Иркутской области“»                                        |
|                     | Знак общественного поощрения «80 лет Иркутской области»                         | 8 июня 2017 года    | Знак является мерой поощрения от имени Губернатора Иркутской области, учрежденной в ознаменование 80-летия образования Иркутской области. Поощрение знаком производится однократно. Знаком поощряются граждане и юридические лица: - за социально значимую общественную деятельность в Иркутской области, способствующую становлению гражданского общества; - за высокие результаты в развитии экономики, производства, науки, техники, культуры, искусства, образования, здравоохранения, спорта, охраны окружающей среды, законности, правопорядка и общественной безопасности Иркутской области; - за благотворительную и иную деятельность, способствующую всестороннему развитию Иркутской области, повышению её авторитета в Российской Федерации и за рубежом. Поощрение знаком производится на основе следующих принципов: - равенства условий поощрения знаком и единства требований для всех кандидатов; - запрета какой-либо дискриминации граждан в зависимости от пола, расы, национальности, языка, происхождения, имущественного и должностного положения, образования, отношения к религии, убеждений, принадлежности к общественным объединениям, факта рождения в Иркутской области или проживания на её территории, иных обстоятельств; - гласности. Знак имеет два варианта исполнения: - знак на колодке (нагрудный), который вручается гражданам; - настольный знак, который вручается юридическим лицам. Вместе со знаком гражданину, руководителю юридического лица, вручается удостоверение к знаку. | Указ Губернатора Иркутской области от 08 июня 2017 года № 96-уг «О знаке общественного поощрения „80 лет Иркутской области“» ---                                                             |
|                     | Знак общественного поощрения «85 лет Иркутской области»                         | 27 июня 2022 года   | Знак является мерой поощрения от имени Губернатора Иркутской области, учрежденной в ознаменование 85-летия образования Иркутской области. Поощрение знаком производится однократно. Знаком поощряются граждане и юридические лица: - за социально значимую общественную деятельность в Иркутской области, способствующую становлению гражданского общества; - за высокие результаты в развитии экономики, производства, науки, техники, культуры, искусства, образования, здравоохранения, спорта, охраны окружающей среды, законности, правопорядка и общественной безопасности Иркутской области; - за благотворительную и иную деятельность, способствующую всестороннему развитию Иркутской области, повышению её авторитета в Российской Федерации и за рубежом. Поощрение знаком производится на основе следующих принципов: - равенства условий поощрения знаком и единства требований для всех кандидатов; - запрета какой-либо дискриминации граждан в зависимости от пола, расы, национальности, языка, происхождения, имущественного и должностного положения, образования, отношения к религии, убеждений, принадлежности к общественным объединениям, факта рождения в Иркутской области или проживания на её территории, иных обстоятельств; - гласности. Знак имеет два варианта исполнения: - знак на колодке (нагрудный), который вручается гражданам; - настольный знак, который вручается юридическим лицам. Вместе со знаком гражданину, руководителю юридического лица, вручается удостоверение к знаку. | Указ Губернатора Иркутской области от 27 июня 2022 года № 130-уг «О знаке общественного поощрения „85 лет Иркутской области“»                                                                |
|                     | Юбилейная медаль «В память 350-летия Иркутска»                                  | 2 июня 2011 года    | Юбилейная медаль является мерой поощрения, применяемой от имени Губернатора Иркутской области. Юбилейной медалью поощряются граждане и юридические лица: - за социально значимую общественную деятельность в городе Иркутске, способствующую становлению гражданского общества; - за высокие результаты в развитии экономики, производства, науки, техники, культуры, искусства, образования, здравоохранения, спорта, охраны окружающей среды, законности, правопорядка и общественной безопасности города Иркутска; - за благотворительную и иную деятельность, способствующую всестороннему развитию города Иркутска, повышению его авторитета в Российской Федерации и за рубежом. Юбилейная медаль имеет два варианта исполнения: - юбилейная медаль на колодке (нагрудная), которая вручается гражданам; - настольная юбилейная медаль, которая вручается юридическим лицам. Поощрение юбилейной медалью производится на основе следующих принципов: - равенства условий поощрения юбилейной медалью и единства требований для всех кандидатов; - запрета какой-либо дискриминации граждан в зависимости от пола, расы, национальности, языка, происхождения, имущественного и должностного положения, образования, отношения к религии, убеждений, принадлежности к общественным объединениям, факта рождения в городе Иркутске или проживания на его территории, иных обстоятельств; - гласности. Вместе с юбилейной медалью гражданину (юридическому лицу) вручается удостоверение к ней.                            | Указ Губернатора Иркутской области от 2 июня 2011 года № 136-уг «О юбилейной медали „В память 350-летия Иркутска“» ---                                                                       |
|                     | Юбилейная медаль «90 лет физкультурно-спортивной организации Иркутской области» | 22 января 2013 года | Юбилейная медаль «90 лет физкультурно-спортивной организации Иркутской области» является мерой поощрения министра по физической культуре, спорту и молодежной политике Иркутской области, учрежденной в ознаменование 90-летия образования физкультурно-спортивной организации Иркутской области. Поощрение юбилейной медалью производится однократно. Юбилейной медалью поощряются граждане: - за значимый вклад в развитие физической культуры и спорта в Иркутской области; - за высокие достижения в спорте. Юбилейная медаль в знак признательности за огромный и самоотверженный труд вручается ветеранам спорта, прославленным спортсменам и тренерам, организаторам физкультурного движения. Вместе с юбилейной медалью «90 лет физкультурно-спортивной организации Иркутской области» гражданину вручается удостоверение к ней. | Распоряжение Губернатора Иркутской области от 22 января 2013 года № 5-р «О праздновании 90-летия образования физкультурно-спортивной организации Иркутской области» --- Об учреждении медали |

## Ведомственные награды
| Изображение награды | Наименование награды                                                            | Дата учреждения     | Правила награждения | Источник |
| ------------------- | ------------------------------------------------------------------------------- | ------------------- | --- | --- |
|                     | Почётный знак «Золотая медаль „За высокие достижения в обучении“»               | 22 мая 2015 года    | Почётный знак «Золотая медаль „За высокие достижения в обучении“» вручается обучающимся образовательных организаций, получившим аттестаты об основном общем и среднем общем образовании с отличием, а также по результатам государственной итоговой аттестации по образовательным программам среднего общего образования набравшим не менее: при сдаче ЕГЭ по учебному предмету «Русский язык» — 70 баллов и количество баллов не ниже минимального по всем сдаваемым в форме ЕГЭ учебным предметам; при сдаче государственного выпускного экзамена по учебным предметам «Русский язык» и «Математика» — 5 баллов. Награждение выпускников золотой медалью осуществляется на основании представлений, направляемых в срок до 15 июня текущего года органами местного самоуправления муниципальных образований Иркутской области, осуществляющими управление в сфере образования, государственными образовательными организациями в отдел общего и дошкольного образования управления общего и дополнительного образования министерства образования Иркутской области. | Приказ Министерства образования Иркутской области от 22 мая 2015 года № 45-мпр "Об утверждении Положения о почётном знаке «Золотая медаль „За высокие достижения в обучении“»                                                                                          |
|                     | Знак отличия «Почётный наставник в сфере образования Иркутской области»         | 6 июня 2017 года    | Знак отличия «Почётный наставник в сфере образования Иркутской области» является формой поощрения лиц, содействующих молодым рабочим, специалистам и служащим, в том числе молодым представителям творческих профессий, в успешном овладении ими профессиональными знаниями, навыками и умениями, в их профессиональном становлении, в приобретении ими опыта работы по специальности, формировании у них практических знаний и навыков, оказывающих молодым рабочим, специалистам и служащим постоянную и эффективную помощь в совершенствовании форм и методов работы, проводящих действенную работу по их воспитанию, повышению их общественной активности и формированию гражданской позиции. Знаком отличия награждаются: - руководители, работники подведомственных образовательных организаций; - руководители, работники муниципальных образовательных организаций; - муниципальные служащие муниципальных органов управления образованием; - работники иных организаций, взаимодействующих с подведомственными образовательными организациями и муниципальными образовательными организациями; за личные заслуги на протяжении не менее 3 лет, одновременно соответствующие следующим требованиям: - наличие соответствующего уровня квалификации; - наличие профессиональных заслуг в соответствующей сфере деятельности; - наличие наград, поощрений за активную и добросовестную наставническую деятельность; - наличие трудового стажа не менее 10 лет; - наличие уникальных практик (программ) наставнической деятельности, возможности тиражирования практики наставничества. Знаком отличия награждается ежегодно не более десяти граждан из числа представленных к награждению. | Приказ Министерства образования Иркутской области от 6 июня 2017 года № 46-мпр «Об утверждении Положения о порядке … награждения знаком отличия „Почётный наставник в сфере образования Иркутской области“ …» --- Положение о знаке отличия --- Описание знака отличия |
|                     | Нагрудный знак «За вклад в развитие ветеранского движения имени В. В. Игнатова» | 2021 год            | Нагрудный знак «За вклад в развитие ветеранского движения имени В. В. Игнатова» учреждён в память о первом секретаре Иркутского ГК КПСС, Председателе Иркутской областной общественной организации ветеранов (пенсионеров) войны, труда, Вооруженных Cил и правоохранительных органов (Совет Иркутской областной общественной организации ветеранов), Почётном гражданине города Иркутска Валерии Викторовиче Игнатове. Знак вручается гражданам, более 10 лет работающим в сфере ветеранского движения, внесшим наибольший вклад в развитие ветеранского движения, спонсорам и социальным партнерам Иркутской областной общественной организации ветеранов. | Решение Совета Иркутской областной общественной организации ветеранов (2021 год) --- Об учреждении нагрудного знака |
|                     | Почётный знак «За заслуги в развитии избирательной системы»                     | 3 февраля 2015 года | Почётным знаком «За заслуги в развитии избирательной системы» награждаются граждане Российской Федерации, внёсшие большой вклад в развитие избирательной системы Иркутской области, правоприменительную практику в области избирательного законодательства, обеспечение избирательных прав граждан Российской Федерации, за профессионализм, продолжительную и безупречную работу в системе избирательных комиссий. К награждению почётным знаком представляются граждане, непосредственно участвовавшие в подготовке и проведении не менее пяти избирательных кампаний и (или) имеющие поощрения Центральной избирательной комиссии Российской Федерации, Избирательной комиссии Иркутской области. Почётный знак носится на левой стороне груди и располагается ниже государственных наград Российской Федерации, СССР и наград Иркутской области. | Постановление Избирательной комиссии Иркутской области от 3 февраля 2015 года № 65/826 «Об утверждении положения о поощрениях Избирательной комиссии Иркутской области» ---                                                                                            |
|                     | Нагрудный знак ГУ МЧС России по Иркутской области «За отличие»                  | 2015 год            | Нагрудный знак ГУ МЧС России по Иркутской области «За отличие» является ведомственным знаком отличия Главного управления МЧС России по Иркутской области. Нагрудным знаком награждаются военнослужащие, сотрудники и работники МЧС России, работники лесного хозяйства, сотрудники региональных отделений Всероссийского добровольного пожарного общества, волонтёры—добровольцы, а в отдельных случаях — другие граждане, за образцовое выполнение служебных обязанностей в проведении мероприятий по предупреждению и ликвидации последствий чрезвычайных ситуаций, значительный вклад в организацию и развитие межведомственного взаимодействия, активное участие в проведении мероприятий по эффективному обмену оперативной информацией по предупреждению и ликвидации последствий чрезвычайных ситуаций на территории Иркутской области. Представление к награждению нагрудным знаком согласовывается с начальником Главного управления МЧС России по Иркутской области. | Приказ начальника Главного управления МЧС России по Иркутской области --- О награждении нагрудным знаком |

## Награды города Иркутска
| Изображение награды                 | Наименование награды                        | Дата учреждения                   | Правила награждения | Источник |
| ----------------------------------- | ------------------------------------------- | --------------------------------- | --- | --- |
| Нагрудный знак Почётного гражданина | Звание «Почётный гражданин города Иркутска» | 1832 год --- 14 декабря 2012 года | Звание «Почётный гражданин города Иркутска» является высшим знаком признания выдающихся заслуг лица перед населением города Иркутска. Звание присваивается при наличии одного из следующих оснований: - существенный вклад в развитие города Иркутска и обеспечение благополучия его населения; - выдающиеся заслуги в области науки, техники, культуры, искусства, физической культуры и массового спорта, образования, здравоохранения, охраны окружающей среды и обеспечения экологической безопасности, укрепления мира и международного сотрудничества, развития экономики и производства, градостроительства и архитектуры, охраны правопорядка и общественной безопасности, укрепления демократии и защиты прав человека и гражданина; - совершение мужественных поступков во благо города Иркутска и (или) Российской Федерации; - значительные достижения в организации и осуществлении благотворительной деятельности в городе Иркутске. Звание присваивается гражданам Российской Федерации, иностранным гражданам при жизни. Присвоение звания не связывается с фактом рождения удостоенных его лиц в городе Иркутске или проживания на его территории. Численность Почётных граждан города Иркутска не может превышать 34 человека, за исключением умерших Почётных граждан города Иркутска. Присвоение звания приурочивается ко Дню города Иркутска либо ко Дню Победы в Великой Отечественной войне 1941—1945 годов. Звание не присваивается следующим лицам: - имеющим неснятую или непогашенную судимость; - с которыми трудовые отношения прекращены работодателем по основаниям, предусмотренным пунктами 5 — 11 статьи 81 Трудового кодекса Российской Федерации; - замещающим государственные и муниципальные должности; - осуществляющим полномочия сенатора Российской Федерации, депутата Государственной Думы Федерального Собрания Российской Федерации, депутата законодательного (представительного) органа государственной власти субъекта Российской Федерации, депутата представительного органа местного самоуправления. | Решение Думы города Иркутска от 14 декабря 2012 года № 005-20-410681/2 «О Положении о Почётном гражданине города Иркутска» ---        |
|                                     | Медаль «В память 350-летия города Иркутска» | 2011 год                          | Медаль «В память 350-летия города Иркутска» является юбилейной наградой администрации города Иркутска приуроченной к 350-летнему юбилею города Иркутска, отмечаемому с июня по сентябрь 2011 года. Медалью «В память 350-летия города Иркутска» награждались жители города Иркутска — участники Великой Отечественной войны 1941—1945 годов, труженики тыла, работавшие в период Великой Отечественной войны 1941—1945 годов в городе Иркутске не менее шести месяцев либо награждённые орденами и медалями СССР за самоотверженный труд в Великой Отечественной войне 1941—1945 годов, ветераны труда. В отдельных случаях медалью награждались и другие граждане, внёсшие значительный вклад в развитие города Иркутска. Медаль «В память 350-летия города Иркутска» носится на левой стороне груди и располагается после Государственных наград Российской Федерации и СССР. | Положение о медали «В память 350-летия города Иркутска»                                                                               |
|                                     | Почётная грамота мэра города Иркутска       | 13 февраля 1998 года              | Почётной грамотой мэра города Иркутска награждаются физические лица за многолетний (десять и более лет) труд в одной из сфер деятельности, высокий профессионализм, заслуги в развитии производства, науки, техники, культуры, спорта, здравоохранения, укреплении законности и правопорядка, защите прав и законных интересов граждан, предотвращение и преодоление последствий чрезвычайных ситуаций на территории города Иркутска, достижения в научно-исследовательской, социально-культурной, общественной и благотворительной сферах деятельности, за успешное решение вопросов, социально значимых для жителей города Иркутска. Лицам, удостоенным награждения Почётной грамотой, выплачивается единовременная денежная премия. Почётной грамотой могут быть награждены граждане Российской Федерации, иностранные граждане, а также лица без гражданства. Поощрение мэром города Иркутска не связывается с фактом рождения удостоенных лиц в городе Иркутске или проживания на его территории. | Постановление мэра города Иркутска от 13 февраля 1998 года № 031-06-144/8 «Об утверждении Положения о Почётной грамоте мэра города …» |
|                                     | Почётная грамота Думы города Иркутска       | 16 апреля 2009 года               | Почётная грамота Думы города Иркутска является документальным свидетельством значительного вклада в развитие города Иркутска, признания трудовых заслуг, профессионального мастерства, достижений в научной и творческой работе или иной общественно полезной деятельности. Почётной грамотой могут быть награждены граждане Российской Федерации, иностранные граждане, лица без гражданства, а также юридические лица. Ходатайства к награждению Почётной грамотой должны содержать: - Для граждан — конкретные сведения о заслугах и достижениях гражданина, краткие биографические данные. - Для организаций — конкретные сведения об участии коллектива в экономической, социальной и культурной жизни города. Решение о награждении принимается на заседании городской Думы и оформляется решением городской Думы. Награждённым вручается Почётная грамота, а также денежное вознаграждение в размере, установленном решением Думы города Иркутска. Повторное награждение Почётной грамотой одного и того же лица по одним и тем же основаниям не допускается. | Решение Думы города Иркутска от 16 апреля 2009 года № 004-20-601046/9 «Об утверждении Положения о наградах Думы города Иркутска»      |